# Молчанов Василь Михайлович
Василь Михайлович Молчанов (1909—1989) — капітан Робітничо-селянської Червоної Армії, учасник Радянсько-німецької війни, Герой Радянського Союзу (1943).

## Біографія
Василь Молчанов народився 12 січня 1909 року в селі Володимирівка (нині — Недригайлівський район Сумської області України). Рано залишився без батьків, працював підпасичів. З 1927 року жив і працював в Краматорську, закінчив машинобудівний технікум. У 1931—1933 роках проходив службу в Робітничо-селянської Червоної Армії. У 1939 році Молчанов повторно був призваний в армію. Брав участь у польському поході та радянсько-фінській війні. У 1940 році був демобілізований і став заступником по політичній частині начальника Краматорського міськвідділу міліції. У 1941 році Молчанов в третій раз був призваний в армію. З вересня того ж року — на фронтах Німецько-радянської війни. В боях п'ять разів був поранений.
До вересня 1943 року гвардії капітан Василь Молчанов командував винищувально-протитанковою батареєю 51-ї гвардійської танкової бригади 6-го гвардійського танкового корпусу 3-ї гвардійської танкової армії Воронезького фронту. Відзначився під час битви за Дніпро. 22 вересня 1943 року батарея Молчанова переправилася через Дніпро в районі села Григорівка Канівського району Черкаської області Української РСР та взяла участь у боях за захоплення і утримання плацдарму на його західному березі, відбивши велику кількість німецьких контратак. Тільки в одному з боїв батарея Молчанова знищила 2 танки, 1 САУ «Фердинанд», близько 60 солдатів і офіцерів противника.
Указом Президії Верховної Ради СРСР від 17 листопада 1943 року за зразкове виконання бойових завдань командування на фронті під час боротьби з німецькими загарбниками і проявлені при цьому мужність і героїзм гвардії капітан Василь Молчанов був удостоєний високого звання Героя Радянського Союзу з врученням ордена Леніна і медалі «Золота Зірка» за номером 2089.
Брав участь у Параді Перемоги. У 1945 році Молчанов був звільнений у запас.
Проживав і працював у Краматорську.
Помер 28 грудня 1989 року, похований на міському кладовищі Краматорська.
Був також нагороджений орденами Червоного Прапора та Олександра Невського, двома орденами Вітчизняної війни 1-го ступеня, орденом Червоної Зірки, рядом медалей та іноземних нагород.